# Episodi di Detective Conan (quarta stagione)
Questa è una lista degli episodi della quarta stagione della serie anime Detective Conan.

## Lista episodi
| Nº Ja | Nº It | Titolo italiano Giapponese 「Kanji」 - Rōmaji - Traduzione letterale | In onda          | In onda          |
| Nº Ja | Nº It | Titolo italiano Giapponese 「Kanji」 - Rōmaji - Traduzione letterale | Giapponese       | Italiano         |
| 83    | 86    | Un medico in carriera 「総合病院殺人事件」 - Sōgōbyōin satsujin jiken – "Il caso dell'omicidio in ospedale" | 1º dicembre 1997 | 11 novembre 2002 |
| 83    | 86    | Kogoro viene ricoverato in ospedale in seguito a una frattura alla gamba. Ogni notte Kogoro vede nell'edificio di fronte l'ombra di un uomo che pugnala una persona e ogni volta segnala l'accaduto alle autorità, ma non vi è mai traccia di un cadavere. Tutti iniziano a pensare che Kogoro sia in preda a un forte esaurimento nervoso e non credono più alle sue parole. Conan si insospettisce e decide di passare la notte in ospedale con Kogoro per verificare se dice la verità. Quella stessa sera l'episodio si ripete, ma anche Conan ha visto le ombre e si convince che Kogoro non sia un visionario. I due cercano di raggiungere l'altra ala dell'edificio, ma si separano per cercare il cadavere. Dopo qualche minuto, alcuni medici trovano Kogoro svenuto accanto al corpo esanime di un medico. Kogoro viene quindi accusato dell'omicidio. Conan riesce però a dimostrare l'innocenza del detective.                                                                                 |                  |                  |
| 84    | 87    | Vacanze sulla neve - prima parte - 「スキーロッジ殺人事件（前編）」 - Sukī rojji satsujin jiken (zenpen) – "Il caso dell'omicidio nella ski lodge (prima parte)" | 8 dicembre 1997  | 12 novembre 2002 |
| 84    | 87    | Conan, Ran e Sonoko vanno a fare una gita in montagna. Qui incontrano una loro ex professoressa ed altri suoi amici. Durante questa breve vacanza, però, viene commesso un omicidio. |                  |                  |
| 85    | 88    | Vacanze sulla neve - seconda parte - 「スキーロッジ殺人事件（後編）」 - Sukī rojji satsujin jiken (kōhen) – "Il caso dell'omicidio nella ski lodge (seconda parte)" | 15 dicembre 1997 | 13 novembre 2002 |
| 85    | 88    | Avendo risolto il caso, ma non avendo il suo ago anestetico, Conan utilizza il mini-cellulare e, con la voce di Shinichi, fa risolvere il caso a Ran, pur essendo consapevole di quanto sarà doloroso per lei sentire la voce di Shinichi e la conclusione del caso. |                  |                  |
| 86    | 89    | Un altro caso da risolvere 「誘拐現場特定事件」 - Yūkai genba tokutei jiken – "Il caso del luogo del rapimento" | 12 gennaio 1998  | 14 novembre 2002 |
| 86    | 89    | Ran invita Conan ad assistere alla gara di karate che dovrà disputare. Gli amici di Conan gli mostrano una ricetrasmittente grazie alla quale scoprono che una bambina che abita nel quartiere è stata rapita. I ragazzi si mettono ad indagare. Ascoltando le conversazioni, i Detective Boys scoprono che il rapitore è un uomo la cui figlia è morta cadendo dal tetto. Colui a cui hanno rapito sua figlia era l'amministratore di condominio e per vendicarsi gli dice che se non si toglie la vita lui ucciderà sua figlia. Ma, per fortuna, Conan riesce a liberarla in tempo. |                  |                  |
| 87    | 90    | Il parco delle gru 「鶴の恩返し殺人事件」 - Tsuru no ongaeshi satsujin jiken – "Il caso dell'omicidio della riconoscenza delle gru" | 19 gennaio 1998  | 15 novembre 2002 |
| 87    | 90    | Ran, Conan e Kogoro si recano in gita al parco delle gru. Qui conoscono il responsabile della cura degli animali. Successivamente, però, l'uomo viene trovato morto. Il principale sospettato si dichiara colpevole, ma, in realtà, non è stato lui a commettere l'omicidio. È stato colui che si scopre essere suo fratello a commettere l'omicidio e a far credere al figlio della vittima di essere lui responsabile. |                  |                  |
| 88    | 91    | La villa di Dracula - prima parte - 「ドラキュラ荘殺人事件（前編）」 - Dorakyura-sō satsujin jiken (zenpen) – "Caso di omicidio nella villa di Dracula (prima parte)" | 26 gennaio 1998  | 18 novembre 2002 |
| 88    | 91    | Kogoro, Ran e Conan vengono invitati in una villa il cui proprietario si veste e si comporta come un vampiro. L'uomo chiede a Kogoro di indagare su un caso di infedeltà coniugale. Durante la sera però viene trovato morto in una stanza isolata trafitto da un paletto simile a quelli utilizzati per eliminare i vampiri. |                  |                  |
| 89    | 92    | La villa di Dracula - seconda parte - 「ドラキュラ荘殺人事件（後編）」 - Dorakyura-sō satsujin jiken (kōhen) – "Caso di omicidio nella villa di Dracula (seconda parte)" | 2 febbraio 1998  | 19 novembre 2002 |
| 89    | 92    | L'uomo è stato ucciso in una stanza chiusa dall'interno. Conan cerca di scoprire chi possa essere l'assassino e come ha fatto a introdursi in quell'ala della villa senza lasciare tracce. A ucciderlo è stato uno degli scrittori che vive in villa che voleva vendicare la morte della sorella. |                  |                  |
| 90    | 93    | L'artista floreale 「花の香り殺人事件」 - Hana no kaori satsujin jiken – "Il caso dell'omicidio dall'odore floreale" | 9 febbraio 1998  | 20 novembre 2002 |
| 90    | 93    | Un uomo muore improvvisamente per avvelenamento durante l'esibizione di un'artista floreale. Conan scopre che l'assistente dell'artista ha avvelenato il fiore sulla giacca dell'uomo e vuole utilizzare lo stesso metodo per eliminare la sua principale. |                  |                  |
| 91    | 94    | Un ospedale di misteri 「強盗犯人入院事件」 - Gōtō hannin nyūin jiken – "Il caso del ricovero del rapinatore di banche" | 16 febbraio 1998 | 21 novembre 2002 |
| 91    | 94    | Kogoro viene ricoverato in ospedale dopo essere caduto dalle scale. I suoi compagni di stanza sono un anziano signore e un tipo scorbutico, che fa parte di una banda di rapinatori. I compagni del rapinatore ricattano il figlio dell'anziano affinché elimini l'altro paziente. Conan, osservando i gesti dell'uomo, riesce ad intuire l'accaduto e a risolvere la situazione. |                  |                  |
| 92    | 95    | Mr. Mistero - prima parte - 「恐怖のトラヴァース殺人事件（前編）」 - Kyōfu no toravāsu satsujin jiken (zenpen) – "Il caso dell'omicidio della spaventosa scalata (prima parte)" | 23 febbraio 1998 | 22 novembre 2002 |
| 92    | 95    | Un uomo si rivolge all'agenzia di Kogoro per chiedergli di rintracciare Fox che lui stesso ha ingaggiato per farsi uccidere perché credeva di avere un male incurabile. Così l'uomo, Ran, Kogoro e Conan decidono di partecipare ad una gita in montagna per fare in modo che Fox si esponga. Uno degli uomini che partecipano alla camminata muore cadendo da un'altura. |                  |                  |
| 93    | 96    | Mr. Mistero - seconda parte - 「恐怖のトラヴァース殺人事件（後編）」 - Kyōfu no toravāsu satsujin jiken (kōhen) – "Il caso dell'omicidio della spaventosa scalata (seconda parte)" | 2 marzo 1998     | 25 novembre 2002 |
| 93    | 96    | Il gruppo giunge ad una baita ma qui una donna viene assassinata. Conan scopre che lei non è una vittima di Fox, ma è stata uccisa dal suo compagno. Inoltre Conan riesce a intuire che Fox è proprietario della baita e che il cliente di Kogoro voleva trovarlo per poterlo uccidere, vendicando così la morte della figlia. Conan riesce ad impedire un ulteriore omicidio. |                  |                  |
| 94    | 97    | La regina delle nevi 「雪女伝説殺人事件」 - Yuki-onna densetsu satsujin jiken – "Il caso dell'omicidio della leggenda della donna delle nevi" | 9 marzo 1998     | 26 novembre 2002 |
| 94    | 97    | Kogoro, Ran e Conan si trovano in una pensione in alta montagna. Qui conoscono un'attrice che interpreta "La regina delle nevi" in una serie TV e la sua controfigura. L'attrice viene trovata morta in mezzo alla neve. Tutto fa pensare a un suicidio, ma Conan indaga e scopre la verità. |                  |                  |
| 95    | 98    | L'alibi 「小五郎のデート殺人事件」 - Kogorō no dēto satsujin jiken – "Il caso d'omicidio dell'appuntamento di Kogoro" | 16 marzo 1998    | 27 novembre 2002 |
| 95    | 98    | Kogoro ha in programma di passare la serata con un suo vecchio amico ma, una volta arrivato all'appuntamento, questi rivela di non potersi trattenere a lungo. Kogoro prende la metro per tornare a casa e, durante il tragitto, si addormenta. Una volta sceso dalla metro Kogoro incontra una sua vecchia amica e decide di passare una serata in sua compagnia ma, quando la riaccompagna a casa, questa trova la sua coinquilina morta. Conan scopre che è stata l'amica di Kogoro a uccidere la sua coinquilina e che ha usato Kogoro per crearsi un alibi. |                  |                  |
| 96    | 99    | Una vita di avventure - prima parte - 「追いつめられた名探偵！連続2大殺人事件」 - Oitsumerareta meitantei! Renzoku nidai satsujin jiken – "Detective alle strette! Due casi di omicidio [Speciale di 2 ore]" | 23 marzo 1998    | 28 novembre 2002 |
| 96    | 99    | Dopo aver tolto gli occhiali a Conan, Ran inizia ad avere dei sospetti sul fatto che possa essere Shinichi. Nel frattempo una donna si reca all'agenzia per chiedere a Kogoro di indagare sulla strana morte del marito, un noto mago, ritenuta un suicidio. I sospetti di Ran su Conan si consolidano quando Ran trova una foto che ritrae lei e Shinichi da bambini assieme al mago deceduto. Kogoro, Ran e Conan si recano nella villa della moglie della vittima per analizzare più da vicino l'ufficio in cui è stato trovato avvelenato. Nella villa, assieme alla signora, vivono altri tre apprendisti illusionisti, allievi del defunto marito. Conan comincia a perlustrare la scena del crimine e riesce a trovare un codice che cerca di decifrare mentre Ran lo osserva sempre più sospettosa. |                  |                  |
| 96    | 100   | Una vita di avventure - seconda parte - 「追いつめられた名探偵！連続2大殺人事件」 - Oitsumerareta meitantei! Renzoku nidai satsujin jiken – "Detective alle strette! Due casi di omicidio [Speciale di 2 ore]" | 23 marzo 1998    | 29 novembre 2002 |
| 96    | 100   | Dopo aver risolto brillantemente il caso, Conan si trova faccia a faccia con Ran, che sta per far vuotare il sacco a Conan. Fortunatamente Conan viene salvato da Yukiko che convince Ran del fatto che Conan è un suo lontano parente e, dato che è appena tornata da Los Angeles, le dice che sarà lei a prendersi cura di Conan per un paio di giorni in modo da passare un po' di tempo con lui. Yukiko porta Conan a casa di una sua amica che le ha chiesto una mano per indagare circa la vera identità del presunto zio che, essendo appena rientrato da un viaggio, sembra essere un impostore che finge di essere lo zio soltanto per accaparrarsi una parte del testamento lasciato dal fratello defunto. Lo zio rivela a tutti i componenti della famiglia di avere ricevuto una lettera minatoria che lo intimidiva a non presentarsi alla lettura del testamento. |                  |                  |
| 96    | 101   | Una vita di avventure - terza parte - 「追いつめられた名探偵！連続2大殺人事件」 - Oitsumerareta meitantei! Renzoku nidai satsujin jiken – "Detective alle strette! Due casi di omicidio [Speciale di 2 ore]" | 23 marzo 1998    | 2 dicembre 2002  |
| 96    | 101   | I membri della famiglia cominciano uno per uno a farsi il bagno alternandosi. Quando una di loro si reca alla caldaia per aggiungere della legna nota nel buio la figura di un uomo misterioso, attirando l'attenzione di tutti gli altri. Tutti notano che la corda del pozzo è in tensione e tirandola su scoprono il cadavere della matrigna dell'amica di Yukiko che è stata pugnalata al petto prima di essere gettata nel pozzo. La dinamica dell'incidente ricorda quella di una componente della famiglia il cui cadavere è stato ritrovato quindici anni prima nelle stesse circostanze. La macchina della vittima viene ritrovata in mezzo al bosco. Nel frattempo viene trovata l'arma del delitto dentro al pozzo e alla villa si presenta l'avvocato incaricato per la lettura del testamento. Mentre i familiari sono riuniti attorno al tavolo per ascoltare la lettura del testamento una freccia viene scoccata da un congegno ad orologeria e lo zio di famiglia la scansa per un soffio. |                  |                  |
| 96    | 102   | Una vita di avventure - quarta parte - 「追いつめられた名探偵！連続2大殺人事件」 - Oitsumerareta meitantei! Renzoku nidai satsujin jiken – "Detective alle strette! Due casi di omicidio [Speciale di 2 ore]" | 23 marzo 1998    | 4 dicembre 2002  |
| 96    | 102   | Conan risolve il caso e svela a tutti l'identità dell'assassino servendosi dell'ispettore Yamamura dopo averlo addormentato con l'orologio spara-sonniferi. A rilasciare ulteriori chiarimenti sul caso è l'uomo misterioso che era stato precedentemente avvistato in giardino da Conan, che si rivela essere Yusaku Kudo, il padre di Shinichi. |                  |                  |
| 97    | 103   | L'eredità 「別れのワイン殺人事件」 - Wakare no wain satsujin jiken – "Il caso dell'omicidio del vino d'addio" | 13 aprile 1998   | 6 dicembre 2002  |
| 97    | 103   | Un ricco industriale invita Kogoro a una festa affinché scopra se una delle sue figlie ha intenzione di ucciderlo. Durante il banchetto l'uomo muore per un attacco cardiaco indotto da un farmaco. All'inizio i sospetti ricadono su una delle figlie, ma alla fine Conan scopre che è stato il suo medico a ucciderlo. |                  |                  |
| 98    | 104   | Il genio della ceramica - prima parte - 「名陶芸家殺人事件（前編）」 - Meitōgeika satsujin jiken (zenpen) – "Il caso d'omicidio del famoso ceramista (prima parte)" | 20 aprile 1998   | 9 dicembre 2002  |
| 98    | 104   | Kogoro, Ran e Conan vengono invitati a cena da un famoso maestro di ceramica con i suoi allievi. Il giorno dopo, però, la responsabile della vendita delle opere viene trovata impiccata. |                  |                  |
| 99    | 105   | Il genio della ceramica - seconda parte - 「名陶芸家殺人事件（後編）」 - Meitōgeika satsujin jiken (kōhen) – "Il caso d'omicidio del famoso ceramista (seconda parte)" | 27 aprile 1998   | 11 dicembre 2002 |
| 99    | 105   | La polizia e Kogoro sono convinti che si tratti di suicidio, ma Conan la pensa diversamente. Infatti Conan riesce a dimostrare che ad averla uccisa è uno degli allievi del mastro di ceramica che era ricattato dalla vittima. |                  |                  |
| 100   | 106   | Il mistero del primo amore - prima parte - 「初恋の人想い出事件（前編）」 - Hatsukoi no hito omoide no jiken (zenpen) – "Il caso del ricordo del primo amore (prima parte)" | 11 maggio 1998   | 13 dicembre 2002 |
| 100   | 106   | Ran e Sonoko, durante le pulizie a casa di Shinichi, si chiedono chi sia stato il suo primo amore. Proprio mentre parlano dell'argomento si presenta alla porta una ragazza che afferma di essere il suo primo amore. Non trovando Shinichi, decide di invitare Ran, Sonoko e Conan alla sua festa di compleanno. La festeggiata, però, si addormenta nel bel mezzo della cena e gli invitati decidono di lasciarla dormire e avviarsi senza di lei a un locale di karaoke. Nella villa scoppia un incendio. |                  |                  |
| 101   | 107   | Il mistero del primo amore - seconda parte - 「初恋の人想い出事件（後編）」 - Hatsukoi no hito omoide no jiken (kōhen) – "Il caso del ricordo del primo amore (seconda parte)" | 18 maggio 1998   | 16 dicembre 2002 |
| 101   | 107   | Conan scopre che l'incendio è di natura dolosa e che a causarlo è stato uno degli amici della vittima che voleva rendersi valoroso agli occhi della ragazza, salvandola. Ran indaga sul passato della ragazza e scopre che quando Asami aveva confessato i suoi sentimenti a Shinichi, lui le aveva risposto che in realtà era innamorato di una ragazza che conosce da quando era piccolo. |                  |                  |
| 102   | 108   | L'illusionista - prima parte - 「時代劇俳優殺人事件（前編）」 - Jidaigeki haiyū satsujin jiken (zenpen) – "Il caso dell'omicidio dell'attore storico (prima parte)" | 25 maggio 1998   | 18 dicembre 2002 |
| 102   | 108   | Un attore invita Kogoro, Ran e Conan nella sua abitazione. Mentre si trovano sul balcone, vedono il cadavere della moglie dell'uomo cadere dal terrazzo del vicino di casa, un giovane attore con cui si pensava avesse una relazione. |                  |                  |
| 103   | 109   | L'illusionista - seconda parte - 「時代劇俳優殺人事件（後編）」 - Jidaigeki haiyū satsujin jiken (kōhen) – "Il caso dell'omicidio dell'attore storico (seconda parte)" | 1º giugno 1998   | 20 dicembre 2002 |
| 103   | 109   | La polizia arresta un giovane, ma Conan sa che l'assassino è suo marito e deve scoprire il trucco che ha usato per ingannare tutti. |                  |                  |
| 104   | 110   | La casa degli orologi - prima parte - 「盗賊団謎の洋館事件（前編）」 - Tōzoku-dan nazo no yōkan jiken (zenpen) – "Il caso della casa occidentale del mistero della banda di ladri (prima parte)" | 8 giugno 1998    | 23 dicembre 2002 |
| 104   | 110   | Kogoro viene chiamato a casa di due fratelli per risolvere un mistero: alle 11:00 tutti gli orologi digitali dell'abitazione suonano, mentre alle 13:10 la statuetta di un demone esce dall'orologio a cucù. |                  |                  |
| 105   | 111   | La casa degli orologi - seconda parte - 「盗賊団謎の洋館事件（後編）」 - Tōzoku-dan nazo no yōkan jiken (kōhen) – "Il caso della casa occidentale del mistero della banda di ladri (seconda parte)" | 15 giugno 1998   | 27 dicembre 2002 |
| 105   | 111   | Tutti cercano di risolvere il mistero, senza sapere che è stato architettato dal capo di una banda criminale. |                  |                  |
| 106   | 112   | Il fotografo 「スクープ写真殺人事件」 - Sukūpu shashin satsujin jiken – "Il caso di omicidio della foto scoop" | 22 giugno 1998   | 30 dicembre 2002 |
| 106   | 112   | Un uomo vince il premio di miglior fotografo per aver immortalato l'istante in cui si è verificato un incendio. La sera Conan riceve la chiamata di un uomo che dice di essere in pericolo. Poiché Kogoro è ubriaco, Conan si reca all'indirizzo e trova l'appartamento dell'uomo in fiamme. Nei dintorni è presente anche il premiato fotografo che scatta altre fotografie. |                  |                  |